# Бреонио (Верона)
Бреонио је насеље у Италији у округу Верона, региону Венето.
Према процени из 2011. у насељу је живело 252 становника. Насеље се налази на надморској висини од 850 м.
- Cristo e l'Inferno, Arte Manierista, lunettone della Chiesa di San Marziale, Бреонио (Верона)